# Jiří Hájek (entomolog)
Jiří Hájek – czeski entomolog specjalizujący się w koleopterologii.
W latach 1996–2001 studiował biologię na Wydziale Nauk Przyrodniczych Uniwersytetu Karola w Pradze. Pracę magisterską poświęcił wodnym chrząszczom drapieżnym (Hydradephaga) Chebskiej pánvii i Sokolovskiej pánvii. Od 2001 do 2009 roku odbywał studia doktorskie na Katedrze Zoologii wspomnianego wydziału. Doktoryzował się rozprawą poświęconą taksonomii chrząszczy z rodzin Eulichadidae i Callirhipidae.
Hájek specjalizuje się w taksonomii, zoogeografii i ekologii chrząszczy z rodzin pływakowatych, krętakowatych, mokrzelicowatych, Noteridae, flisakowatych, Eulichadidae i Callirhipidae. Tylko do 2012 roku napisał 60 publikacji naukowych. Opisał liczne nowe dla nauki taksony. Odbył liczne wyprawy badawcze, w tym do Bułgarii, Grecji, Turcji, Jemenu, Iranu, Chin, Laosu, Malezji i Indonezji. Brał udział w projektach poświęconych m.in. badaniom bioróżnorodności entomofauny Sokotry czy taksonomii i zoogeografii pływakowatych Bliskiego Wschodu. Organizuje warsztaty zoologiczne na Katedrze Zoologii Uniwersytetu Karola. Należy do rad redakcyjnych czasopism naukowych „Acta Entomologica Musei Nationalis Pragae”, „Acta Musei Nationalis Pragae, Series B – Historia Naturalis” i „Folia Heyrovskyana”. Jest członkiem zarządu Czech Entomological Society.
Na jego cześć nazwano m.in. gatunki Aphanisticus hajeki, Bembidion hajeki, Chlaenius hajeki, Colasposoma hajeki, Craspedophorus hajeki, Ctesias hajeki, Dianous hajeki, Exochomoscirtes hajeki, Lacconectus hajeki, Maladera hajeki, Scaphisoma hajeki, Stenus hajeki, Tinodes hajeki czy podgatunek Callistoides melanopus hajeki.